# 1-й полк охорони особливо важливих державних об'єктів (Україна)
1-й Кодацький полк охорони особливо важливих державних об'єктів (1 ПО ОВДО, в/ч 3021) — підрозділ Національної гвардії України Міністерства внутрішніх справ України, що підпорядкований безпосередньо Головному управлінню НГУ. Дислокується в м. Дніпрі.

## Історія
Сформований згідно з наказом міністра МВС СРСР № 0055 від 28.11.1968 року на базі 45-го загону Внутрішньої охорони як "466 полк Управління спеціальних частин" ВВ МВС СРСР (в/ч 3359). 
Указом ПВР УРСР № 1465-XII від 30.09.1991 року, полк увійшов до складу ВВ МВС України, де став 1-м окремим Дніпропетровським полком (в/ч 3021).
До 2015 року, полк також здійснював охорону та оборону ТОВ НВП «Зоря» [Архівовано 29 січня 2022 у Wayback Machine.] в м. Рубіжному Луганської області. В 2015 році стрілецький батальйон в м. Рубіжному було розформовано.
В даний час виконує охорону та оборону Південного машинобудівного заводу, Дніпровського машинобудівного заводу, а також деяких інших об'єктів державної власності, що мають стратегічне значення для економіки і безпеки держави.

## Структура
- 1-й стрілецький батальйон (м. Дніпро);
- 2-й стрілецький батальйон;
- 3-й стрілецький батальйон (м. Рубіжне)[5];
- 4-й стрілецький батальйон (м. Дніпро)[6]
- спеціальна комендатура з охорони спеціальних вантажів;
- спеціальна комендатура з охорони об'єктів;
- взвод спеціального призначення[7];
- стрілецька рота (резервна)[8];
- відділення роботизованих комплексів розвідки[8].

## Командування
- полковник Віталій Косяченко

## Інциденти
27 січня 2022 року, о 03:40, на території Південного машинобудівного заводу «Южмаш» у м. Дніпрі, військовослужбовець 1-го полку охорони ОВДО Національної гвардії України солдат строкової служби 20-річний Артемій Рябчук під час видачі зброї розстріляв варту військовослужбовців НГУ пострілами з автомата Калашникова, після чого зі зброєю втік. В результаті цього п’ятеро осіб загинули, а ще п’ятеро отримали поранення.
Командувач Національної гвардії України Микола Балан усунув від виконання обов’язків командування полку Нацгвардії у Дніпрі, де сталася стрілянина та внаслідок інциденту загинули п’ятеро людей, ще п’ятеро отримали поранення. За його словами, ним було прийнято рішення "на період розслідування усунути від виконання обов’язків командира і двох заступників. Конкретно — це перший заступник, начальник штабу, який відповідає за службу та заступника командира полку по роботі з особовим складом, який відповідає за морально-психологічний стан у полку".

## Втрати
- Яковченко Олег Миколайович, солдат, 6 серпня 2015 р., помер від поранень;
- Вержаковський Мансур Мансурович, солдат, 17 січня 2018 р., загинув у варті[13];
- Кіба Андрій Андрійович, солдат, 12 липня 2019 р., помер за невстановлених обставин[13][14];
- Буганов Олександр Олександрович, старший лейтенант, 27 січня 2022 р., вбитий у варті[11];
- Драган Олександр Олександрович, молодший сержант військової служби за контрактом, 27 січня 2022 р., вбитий у варті;
- Левківський Артем Володимирович, старший солдат строкової служби, 27 січня 2022 р., вбитий у варті;
- Чернік Леонід Леонідович, солдат строкової служби, 27 січня 2022 р., вбитий у варті.